# Josua Tuisova
Josua Tuisova Ratulevu (Votua, 4 februari 1994) is een Fijisch rugbyspeler.

## Carrière
Tuisova won met de ploeg van Fiji tijdens de Olympische Zomerspelen 2016 de Olympische gouden medaille. Tuisova maakte vijf try’s waaronder één in de finale.
Dit was de eerste maal dat er door Fiji een gouden medaille gewonnen werd. Naar aanleiding van deze primeur werd er door de premier van Fiji Frank Bainimarama een nationale feestdag uitgeroepen.
Tuisova scoorde tijdens de wereldkampioenschap rugby 2019 in de vijftienmansvariant twee try’s. Met zijn ploeggenoten strandde hij in de groepsfase.

## Erelijst

### Met Fiji Rugby Seven
- Olympische Zomerspelen:  2016

### Met Fiji 15man
- Wereldkampioenschap: groepsfase 2019